# Race ’07: The WTCC Game
Race ’07: The WTCC Game lub Race 07 – gra komputerowa wyprodukowana przez SimBin Studios i wydana przez Viva Media oraz Atari w 2007 i 2008 roku na PC.

## Rozrywka
Race ’07: The WTCC Game została utworzona na oficjalnej licencji Fédération Internationale de l’Automobile z gatunku symulatorów wyścigów. W grze zawarty jest sezon 2006 i 2007 WTCC oraz inne serie wyścigowe. Mistrzostwa Formuły 3000, Formuły BMW i wyścigi z cyklu Radical SR3 i Radical SR4 są licencjonowane.
W grze zawarto także tryb gry wieloosobowej.